# Роскошная
Роско́шная (укр. Розкішна) — село, входит в Ставищенский район Киевской области Украины.
Расположено на правом берегу реки Гнилой Тикич (приток р. Тикич).
Население по переписи 2001 года составляло 3264 человека. Почтовый индекс — 09440. Телефонный код — 4564. Занимает площадь 8,316 км². Код КОАТУУ — 3224285601.

## Местный совет
09440, Київська обл., Ставищенський р-н, с. Розкішна, вул. Шкільна, 2а

## Галерея

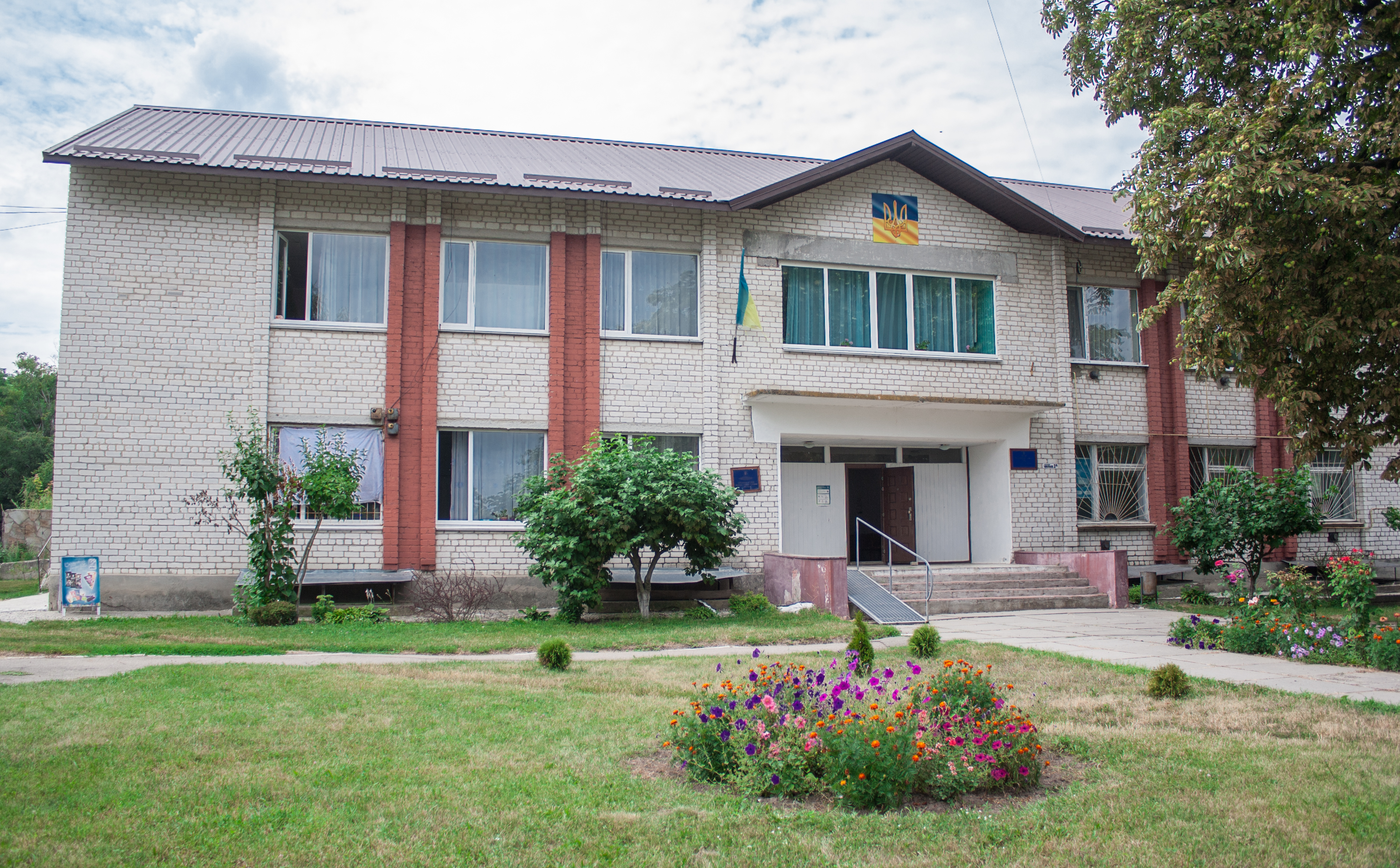
Сельский совет и амбулатория
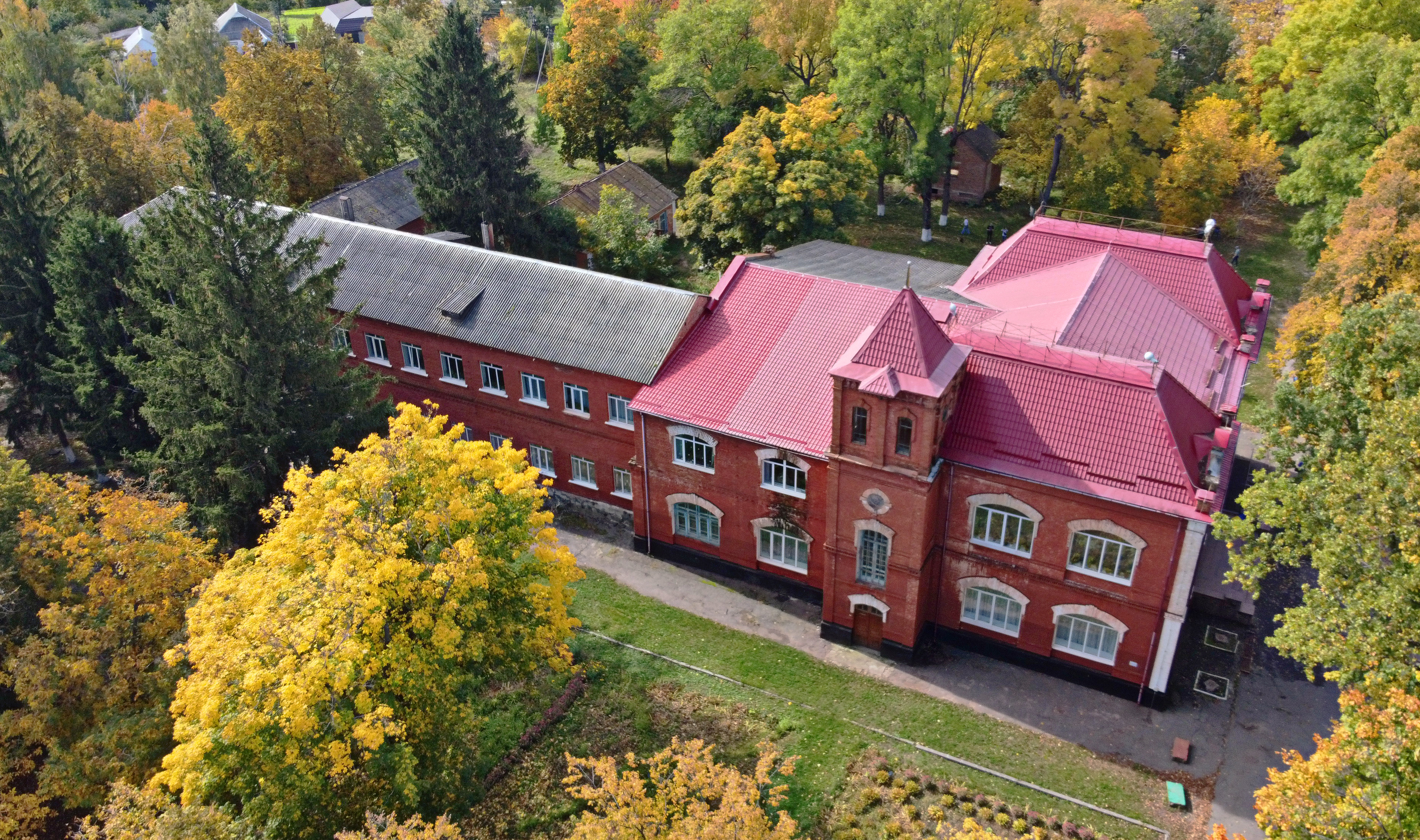
Школа (1896 г.)
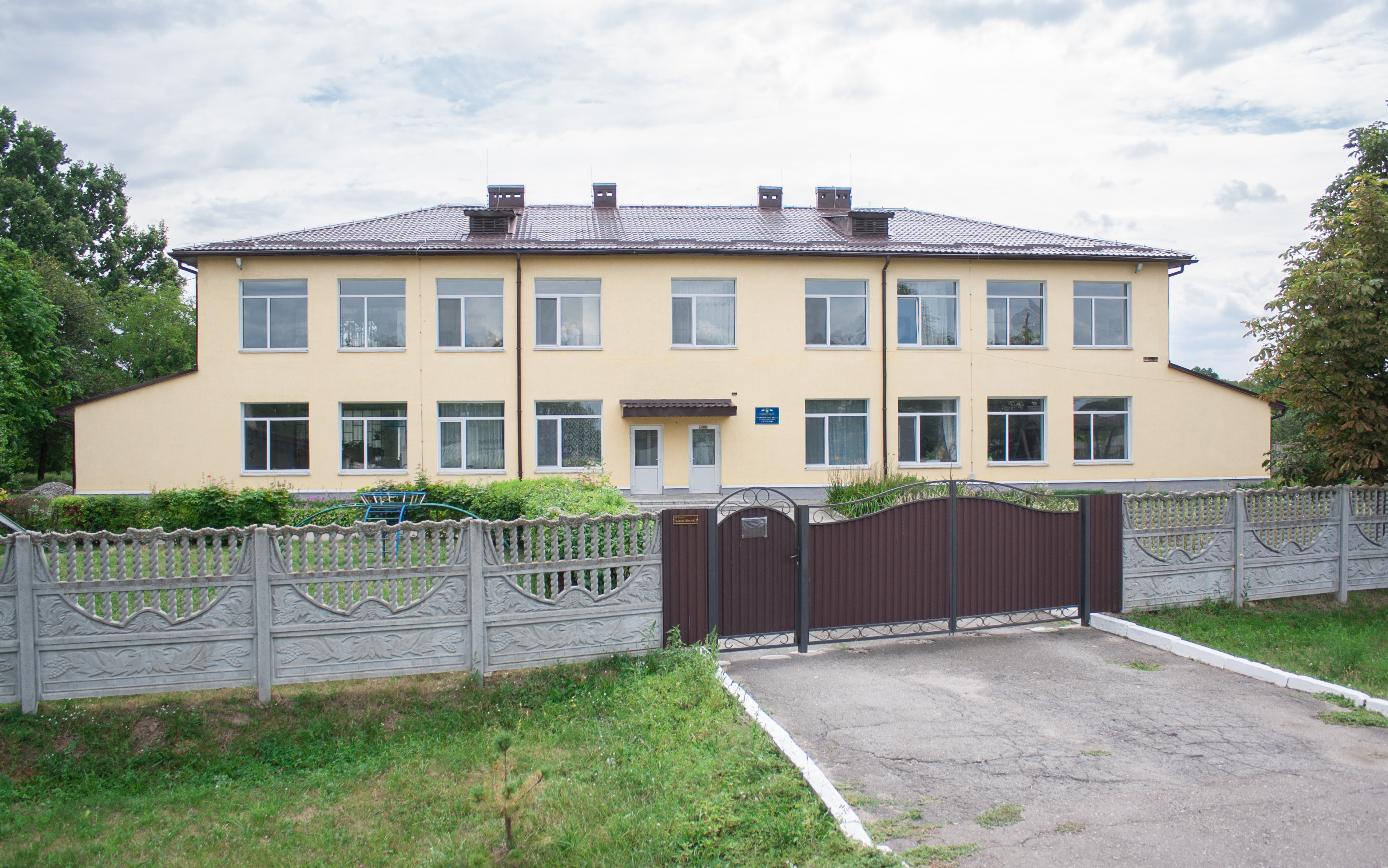
Детсад
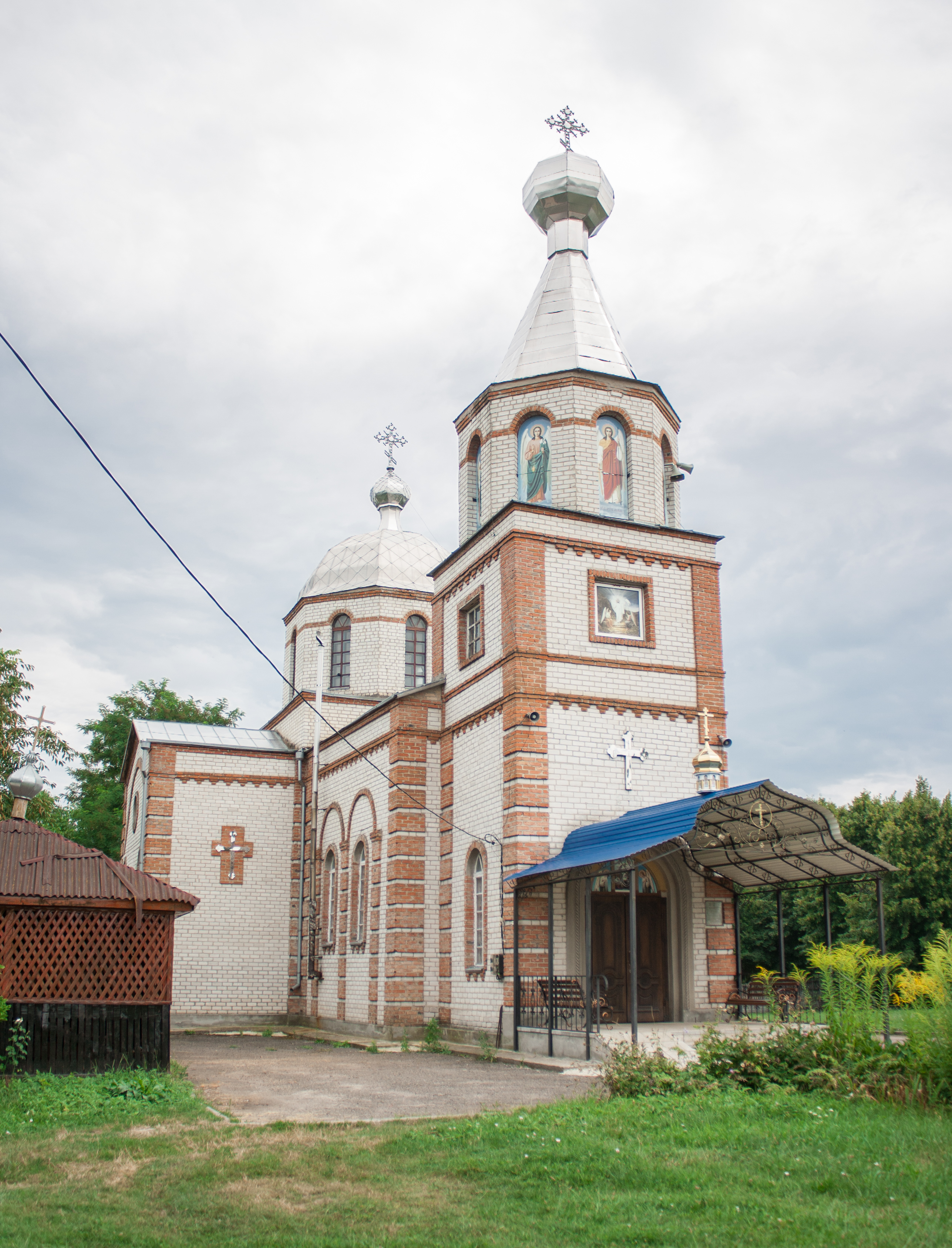
Церковь
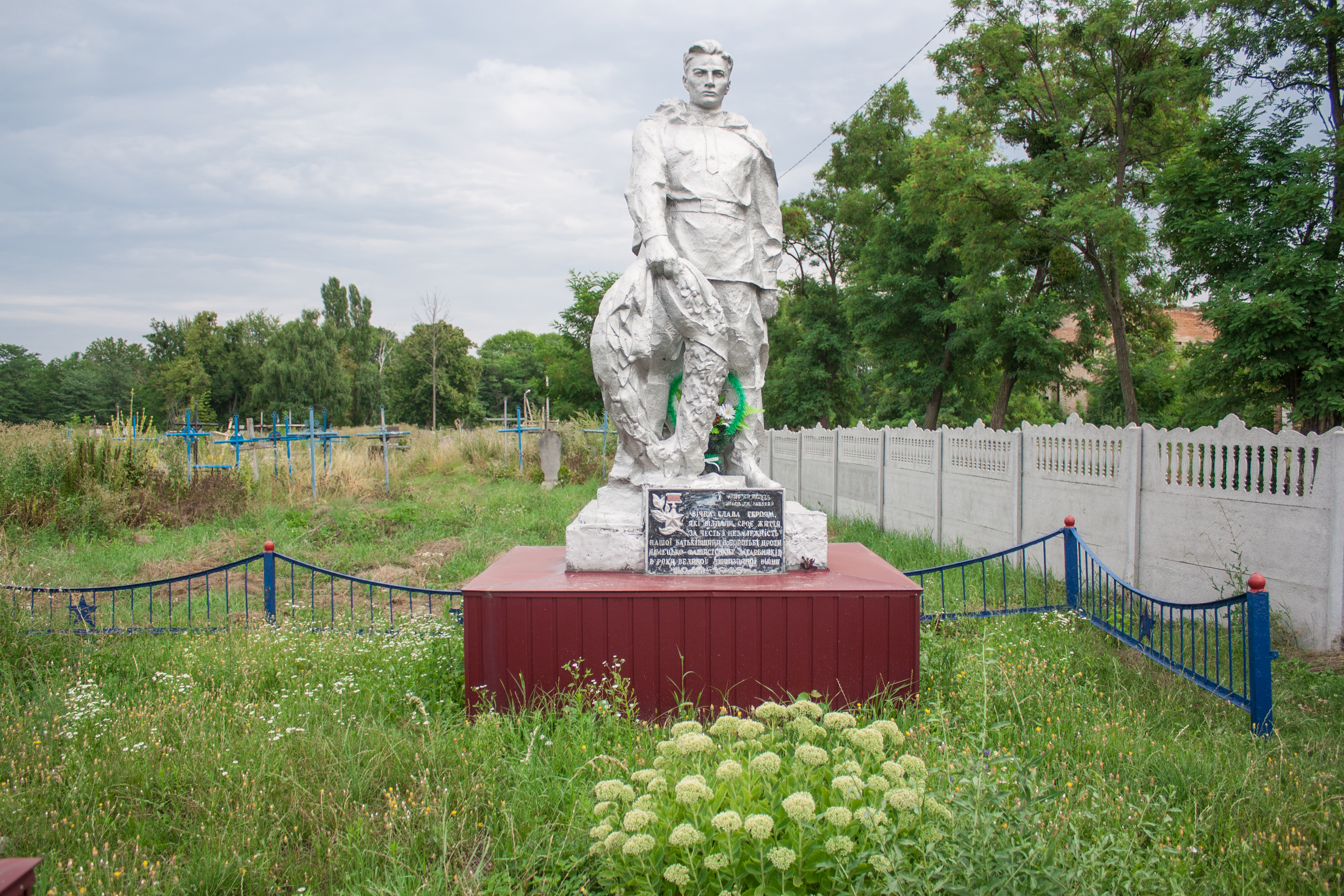
Братская могила советских воинов, погибших в Великой Отечественной войне